# Beggar’s Opera (группа)
Beggar’s Opera (Беггарз Опера) — британская (шотландская) рок-группа, игравшая в стиле «прогрессив-рок». Основана в 1969 году, в Глазго (Шотландия) Рикки Гардинером, Мартином Гриффитсом (вокал), Маршаллом Эрскиным (бас-гитара, флейта) — выходцами со школьного ансамбля «The Systems», клавишником Аланом Парком и барабанщиком Рэймондом Уилсоном, который нашелся по объявлению в газете. Позже коллектив пополнился пианисткой Вирджинией Скотт (начинала как композитор в группе). Претерпев различные смены состава и распавшись к началу 1976 года, с конца 2000-х годов существует как студийный семейный проект Рикки Гардинера и Вирджинии Скотт. Название вероятно всего взято с одноименной оперы XVIII века Джона Гая.

## История
Основанная в 1969 году в Глазго, группа к началу 1970 г. подписала контракт с Vertigo Records на четыре альбома и записывает/выпускает первый- «Act One». Альбом изобилует (правда характерными для того времени) клавишными проигрышами основного аранжировщика- Парка, гитарными вставками Гардинера и типичными в прогрессивном роке обработками классических произведений. На записи присутствует «Raymonds Road», ставшая на долгое время визитной карточкой бэнда. Вместе с ним выходит сингл с двумя оригинальными композициями группы- «Sarabande» и «Think». Оба релиза пользовались неплохой популярностью в Европе.
В 1971 году полноценное место за меллотроном занимает Вирджиния Скотт и со сменившим Эрскина, Гордоном Селларом коллектив выпускает новый альбом «Waters Of Change». В то же время группа гастролирует с репертуаром первых альбомов по Европе, пользуясь особой любовью немецких фанатов прогрессивного рока.
Вскоре после выхода третьего альбома «Pathfinder» в начале 1972 года группу покинул Гриффитс. На этом диске ранее тяготевшая к инструментальным импровизациям группа переходит к обычным песенным форматам. Ушедшего вокалиста ненадолго заменяет Пит Скотт (ранее- «Savoy Brown»). Ко времени начала записи четвёртого диска «Get Your Dog Off Me!» (1973) на смену тому же Скотту, приходит Линни Паттерсон (с шотландской группы «Writing on the Wall») с которым пришлось переписать полностью вокал. На половине треков уже играл новый ударник — Колин Фэрли.
В 1973 из группы уходят Парк, Селлар, Фэрли, и Гардинер, распрощавшись с Vertigo, вместе со своей супругой Вирджинией Гардинер-Скотт, вернувшимся Питом Скоттом и барабанщиком Майком Трэвисом записывают диск «Sagittary» (1974) на маленьком лейбле Jupiter Records. Полный отход от изначального творчества, маленький бюджет звукозаписывающего лейбла и низкая популярность заставляют полностью распасться коллектив после записи последнего альбома «Beggars Can’t Be Choosers» (с Клэмом Каттини на барабанах) в 1976.
В конце 1970-х годов Гардинер сотрудничает с Дэвидом Боуи (его гитара слышна на альбоме «Low») и Игги Попом (соавтор вместе с Боуи большинства песен на альбоме Lust for Life, гитарист на концертном туре «Idiot»)
В 1980 под именем Beggar’s Opera состоялось временное возвращение группы в составе: Парк, Селлар, Паттерсон, Гордон Невилл (вокал), Колин Паттенден (бас-гитара), Джонни Холливуд (ударные). Именно таким составом был записан вышедший в том же году «Lifeline» и изданная спустя 16 лет компиляция записей сделанных в 1980-е годы — «Final Curtain» (с участием Линдси Бриджуотер на клавишных).
С 2007 года реанимацией проекта занялся Гардинер, который с супругой (вокал) и сыном Томом (на ударных) записали целых семь альбомов в стилистике спэйс-рока.

## Дискография

### Альбомы
- 1970 — Act One
- 1971 — Waters Of Change
- 1972 — Pathfinder
- 1973 — Get Your Dog Off Me!
- 1974 — Sagittary
- 1976 — Beggars Can’t Be Choosers
- 1980 — Lifeline
- 2007 — Close to My Heart
- 2009 — Touching the Edge
- 2010 — Suddenly Ahead Ahead
- 2010 — All Tomorrows Thinking
- 2010 — Lose a Life
- 2011 — Promise in Motion
- 2012 — Mrs Caligari’s Lighter
- 2013 — If We Couldn’t Speak

### Синглы
- 1971 — Sarabande/Think
- 1972 — Hobo/Pathfinder
- 1973 — Two Timing Woman/Lady Of Hell Fire
- 1973 — Two Timing Woman/Get Your Dog Off Me
- 1973 — Classical Gas/Sweet Blossom Woman/Requiem
- 1974 — Something To Lose/Sagittary
- 1975 — Freedom Song/Smiling In A Summer Dress
- 1976 — I’m A Roadie/ Bar Room Pearl
- 1980 — Lifeline/Now You’re Gone

### Компиляции
- 1977 — Reflection (подборка песен с первых четырёх альбомов Vertigo Records)
- 1996 — The Final Curtain (студийные записи состава времен «Lifeline», 1980—1991)
- 2001 — Best — Time Machine
- 2012 — Nimbus — The Vertigo Years Anthology
- 2014 — Act One/Waters Of Change (двухальбомное переиздание)